# Malene Vahl Rasmussen
Malene Vahl Rasmussen (født i 1994 eller 1995 i Qaqortoq) er en grønlandsk politiker. Hun var medlem af Grønlands parlament, Inatsisartut, for Demokraterne fra 2018 til 2021.

## Politisk karriere
Hun har været kasserer i Demokraternes ungdomsorganisation. Hun stillede op til parlamentvalget i Grønland i 2018 og blev som 23-årig valgt med 80 stemmer som det yngste medlem af Grønlands parlament, Inatsisartut. Ved valget i 2021 fordoblede hun næsten sit stemmetal til 153 stemmer, men blev kun 1. suppleant for Demokraterne, som gik meget tilbage ved valget og kun fik tre parlamentspladser.
Ved kommunalvalget i 2025 fik hun med 361 stemmer det højeste stemmetal i Kujalleq Kommune, og da Demokraterne blev kommunens største parti med 7 af 15 pladsen i kommunalbestyrelsen, leder Vahl Rasmussen forhandlingerne om hvem der skal blive ny borgmester.

## Baggrund
Malene Vahl Rasmussen er datter af forretningsmanden Rasmus Christian Rasmussen. Hun gik i skole på Tasersuup Atuarfia i sin hjemby Qaqortoq fra 2000 til 2010. Fra 2010 til 2011 tilbragte hun et år på Blidstrup Efterskole på Mors i Danmark, hvorefter hun fra 2011 til 2014 gik på gymnasiet i Qaqortoq. Efter et års kursus på ingeniørskolen ARTEK i Sisimiut studerede hun international handel og markedsføring på Grønlands Handelsskole (Niuernermik Ilinniarfik) i Nuuk fra 2015 til 2018. Da hun forlod Inatsisartut efter parlamentsvalget i 2021 stiftede hun marketingvirksomheden Mumik.